# Stara Leśna
Stara Leśna (słow. Stará Lesná, węg. Felsőerdőfalva, do 1892 Óleszna, niem. Altwalddorf) – wieś gminna (słow. obec) w północnej Słowacji znajdująca się w powiecie Kieżmark w kraju preszowskim.

## Położenie
Wieś leży u podnóża Tatr w odległości ok. 3,5 km na południe od Tatrzańskiej Łomnicy i ok. 8 km na zachód od Kieżmarku. W odległości ok. 4 km na południowy wschód od Starej Leśnej znajduje się Wielka Łomnica. Centrum Starej Leśnej położone jest na wysokości ok. 725 m n.p.m. Miejscowość rozciąga się wzdłuż drogi łączącej szosę Biała Spiska – Poprad z Drogą Wolności. Przy skrzyżowaniu z tą ostatnią, 3,5 km od centrum wsi, znajduje się stacja Tatrzańskich Kolei Elektrycznych Stará Lesná. Pomiędzy stacją a centrum wsi położony jest autokemping, hotele i obserwatoria astronomiczne i meteorologiczne Słowackiej Akademii Nauk, których główne budynki powstały w latach 1984–1987. Od wsi pochodzi nazwa Doliny Staroleśnej i licznych obiektów w jej granicach i sąsiedztwie.

## Historia
Pierwsza pisemna wzmianka na temat wsi pochodzi z 1294 roku, kiedy to została założona przez Berzeviczych. Mieszkańcy Starej Leśnej zajmowali się niegdyś rolnictwem, hodowlą bydła, produkcją płótna lnianego i pracą leśną. Do II wojny światowej społeczność Starej Leśnej składała się w dużej części z Niemców i Żydów. Obecnie (stan na rok 2011) główną mniejszością narodową są Romowie, którzy stanowią około 11%. Większość mieszkańców utrzymuje się dziś z turystyki, wykorzystując walory turystyczne związane z położeniem u podnóża Tatr Wysokich.

## Zabytki
Najcenniejszym zabytkiem wsi jest kościół rzymskokatolicki św. Piotra i Pawła z XIII wieku. W latach 1793–94 został on przebudowany w stylu barokowo-klasycystycznym. Ołtarz główny w stylu gotyckim został wywieziony do Budapesztu w roku 1896, natomiast w ołtarzu bocznym znajduje się figura św. Anny Samotrzeciej z XIV wieku. Obok kościoła stoi renesansowa dzwonnica z przełomu XVI i XVII wieku. Drugi z kościołów w Starej Leśnej, ewangelicki z 1821 r., od lat jest opuszczony.